# Élections législatives de 1919 dans les Côtes-du-Nord
Les élections législatives  dans les Côtes-du-Nord ont lieu le dimanche 16 novembre 1919. Elles ont pour but d'élire les députés représentant le département à la Chambre des députés pour un mandat de quatre années.

## Décès durant le mandat (1914-1919)
Louis Armez (Radical) est décédé le 18 septembre 1917.
Louis Turmel (Radical) est décédé le 5 janvier 1919.
Du fait de la guerre il n'y a pas eu d'élections d'organisées pour les remplacer.

## Députés sortants
| Députés | Députés                 | Parti                         | Fonctions lors de l'élection en 1914                                                 |
| ------- | ----------------------- | ----------------------------- | ------------------------------------------------------------------------------------ |
|         | Charles Baudet          | Radical                       | Président du Conseil général et maire de Caulnes. Médecin.                           |
|         | Gustave de Kerguezec    | Socialiste ind.               | Conseiller général de Tréguier et maire de Plougrescant. Propriétaire et Publiciste. |
|         | Pierre Even             | Socialiste ind.               | Conseiller général de Plouaret, maire du Vieux-Marché. Médecin.                      |
|         | Louis Turmel †          | Radical                       | Conseiller général et maire de Loudéac. Avocat.                                      |
|         | Louis Armez †           | Radical                       | Conseiller général de Paimpol, maire de Plourivo. Ingénieur.                         |
|         | Paul Le Troadec         | Radical ind.-Féd. des gauches | Conseiller général et maire de Lézardrieux. Agriculteur.                             |
|         | Louis de Chappedelaine  | Action libérale               | Conseiller général de Jugon-les-Lacs, maire de Plénée-Jugon. Avocat.                 |
|         | Charles Meunier-Surcouf | Action libérale               | Adjoint au maire de Saint-Brieuc. Industriel.                                        |

## Mode de scrutin
De 1889 à 1914 l'élection se faisait au scrutin d'arrondissement, soit un mode uninominal majoritaire à deux tours. 
La loi du 12 juillet 1919 instaure un système mixte, alliant scrutin proportionnel plurinominal et scrutin majoritaire plurinominal à un tour dans le cadre du département. 
Même si dans les faits, le scrutin majoritaire prime sur le proportionnel : les législateurs ont introduit seulement une « dose de proportionnelle ».
L'électeur vote pour un candidat membre d'une liste (il peut panacher entre les listes) : l'Ain ayant 6 députés à élire l'on peut voter pour 6 candidats.
Les trois moyens d'être élu sont : 
1. D'une part, les candidats ayant rassemblé une majorité absolue de suffrages exprimés sur leur nom sont élus directement ;
2. Les sièges non pourvus sont répartis à la représentation proportionnelle, au quotient, entre les différentes listes (le score d'une liste étant égal à l'addition des voix recueillies individuellement par les candidats qui y figurent) :

« On détermine le quotient électoral en divisant le nombre des votants, déduction faite des bulletins blancs ou nuls, par celui des députés à élire.
On détermine la moyenne de chaque liste en divisant par le nombre de ses candidats le total des suffrages qu'ils ont obtenus.
Il est attribué à chaque liste autant de sièges que sa moyenne contient de fois quotient électoral.
Les sièges restants, s'il y a lieu, seront attribués à la plus forte moyenne.
Les sièges seront, dans chaque liste, attribués aux candidats qui auront réuni le plus de suffrages. »
— Article 10
1. Enfin les sièges restants ont été tous attribués à la liste ayant recueilli le plus de voix.

Le but de ce changement était de mettre fin aux fiefs politiciens et de permettre la formation de majorités politiques plus larges et plus stables, capables de soutenir les différents gouvernements plus longtemps.

## Listes candidates
| N° | Candidats | Candidats                | Parti                        | Principales fonctions                                                                                 |
| -- | --------- | ------------------------ | ---------------------------- | --- |
| 01 |           | Paul Le Troadec *        | Radical ind.                 | Conseiller général et maire de Lézardrieux. Agriculteur.                                              |
| 02 |           | Eugène Mando *           | Rép. de gauche               | Conseiller général de Plouguenast.                                                                    |
| 03 |           | Gustave de Kerguezec *   | Socialiste ind.              | Conseiller général de Tréguier, maire de Plougrescant. Propriétaire et Publiciste.                    |
| 04 |           | Charles Baudet *         | Radical                      | Président du Conseil général et maire de Caulnes. Médecin.                                            |
| 05 |           | Pierre Even *            | Socialiste ind.              | Conseiller général de Plouaret, maire du Vieux-Marché. Médecin.                                       |
| 06 |           | Louis de Chappedelaine * | Rép. de gauche (ex ALP)      | Conseiller général de Jugon-les-Lacs. Avocat.                                                         |
| 07 |           | Henri Avril              | Réorg. nat. (Rép. de gauche) | Professeur à l'École normale primaire.                                                                |
| 08 |           | Yves Le Trocquer         | Rép. de gauche               | Directeur de cabinet du sous-secrétaire d'État des travaux publics. Ingénieur des Ponts et Chaussées. |
| 09 |           | Henri Servain            | Rép. de gauche               | Conseiller général et maire de Saint-Brieuc-Nord. Propriétaire.                                       |

| N° | Candidats | Candidats                      | Parti               | Principales fonctions                                                 |
| -- | --------- | ------------------------------ | ------------------- | --------------------------------------------------------------------- |
| 01 |           | Jean Rioche                    | Progressiste        | Conseiller général d'Évran, président du comice agricole. Avocat.     |
| 02 |           | Eugène Rosse-Lenouvel          | Progressiste        | Ancien maire de Dinan. Contrôleur de la marine en retraite.           |
| 03 |           | Alain Le Gualès de Mézauban    | Démocratie nouvelle | Conseiller municipal de Saint-Brieuc. Armateur.                       |
| 04 |           | Yves Le Cozannet               | Progressiste        | Agriculteur, président de la coopérative "La Solidarité trégorroise". |
| 05 |           | Francis Chauvel                | Progressiste        | Président du syndicat des Pharmaciens des Côtes-du-Nord, Armateur.    |
| 06 |           | Pierre Huet                    | Progressiste        | Industriel, Croix de guerre.                                          |
| 07 |           | Charles Huon de Penanster      | Conservateur        | Ancien conseiller général de Lannion. Propriétaire.                   |
| 08 |           | Gaston Rioust de Largentaye    | Conservateur        | Croix de guerre, Propriétaire.                                        |
| 09 |           | Gaston Camus de la Guibourgère | Conservateur        | Croix de guerre. Propriétaire.                                        |

| N° | Candidats | Candidats        | Parti | Principales fonctions                                                                                      |
| -- | --------- | ---------------- | ----- | --- |
| 01 |           | Frédéric Courtel | SFIO  | Imprimeur, Croix de guerre, président de la fédération des mutilés et ancien combattant du 22.             |
| 02 |           | Paul Vaillant    | SFIO  | Croix de guerre, secrétaire général de l'association des anciens combattants de l'arrondissement de Dinan. |
| 03 |           | Francis Pichon   | SFIO  | Professeur, réformé pour blessure de guerre.                                                               |
| 04 |           | Jacques Bébin    | SFIO  | Architecte, ancien combattant.                                                                             |

| N° | Candidats | Candidats      | Parti           | Principales fonctions                            |
| -- | --------- | -------------- | --------------- | ------------------------------------------------ |
| 01 |           | Jules Clerguer | Socialiste ind. | Président du syndicat des gens de mer à Paimpol. |

## Résultats
| Liste          | Liste                  | Moyenne        | %       | Sièges | Candidat                       | Candidat                | Tendance     | Voix   | %     |
| -------------- | ---------------------- | -------------- | ------- | ------ | ------------------------------ | ----------------------- | ------------ | ------ | ----- |
|                | Union Républicaine     | 56 651         | 54,37   | 9      |                                | Henri Servain           | Rép. Gauche  | 58 590 | 56,23 |
|                | Union Républicaine     | 56 651         | 54,37   | 9      | Henri Avril                    | Réorg. nat.-Rép. Gauche | 58 152       | 55,81  |       |
|                | Union Républicaine     | 56 651         | 54,37   | 9      | Paul Le Troadec *              | Radical ind.            | 57 644       | 55,32  |       |
|                | Union Républicaine     | 56 651         | 54,37   | 9      | Yves Le Trocquer               | Rép. Gauche             | 57 628       | 55,31  |       |
|                | Union Républicaine     | 56 651         | 54,37   | 9      | Eugène Mando *                 | Rép. Gauche             | 57 098       | 54,80  |       |
|                | Union Républicaine     | 56 651         | 54,37   | 9      | Louis de Chappedelaine *       | Rép. Gauche (ex ALP)    | 56 328       | 54,06  |       |
|                | Union Républicaine     | 56 651         | 54,37   | 9      | Gustave de Kerguezec *         | Socialiste ind.         | 55 941       | 53,69  |       |
|                | Union Républicaine     | 56 651         | 54,37   | 9      | Charles Baudet *               | Radical                 | 54 303       | 52,12  |       |
|                | Union Républicaine     | 56 651         | 54,37   | 9      | Pierre Even *                  | Socialiste ind.         | 54 179       | 52,00  |       |
|                |                        |                |         |        |                                |                         |              |        |       |
|                | Restauration nationale | 36 294         | 34,83   | 0      |                                | Pierre Huet             | Progressiste | 38 658 | 37,10 |
|                | Restauration nationale | 36 294         | 34,83   | 0      | Jean Rioche                    | Progressiste            | 38 129       | 36,59  |       |
|                | Restauration nationale | 36 294         | 34,83   | 0      | Yves Le Cozannet               | Progressiste            | 37 469       | 35,96  |       |
|                | Restauration nationale | 36 294         | 34,83   | 0      | Eugène Rosse-Lenouvel          | Progressiste            | 36 228       | 34,77  |       |
|                | Restauration nationale | 36 294         | 34,83   | 0      | Alain Le Gualès de Mézauban    | Démocratie nouvelle     | 35 791       | 34,35  |       |
|                | Restauration nationale | 36 294         | 34,83   | 0      | Francis Chauvel                | Progressiste            | 35 747       | 34,31  |       |
|                | Restauration nationale | 36 294         | 34,83   | 0      | Charles Huon de Penanster      | Conservateur            | 35 505       | 34,08  |       |
|                | Restauration nationale | 36 294         | 34,83   | 0      | Gaston Camus de la Guibourgère | Conservateur            | 34 640       | 33,23  |       |
|                | Restauration nationale | 36 294         | 34,83   | 0      | Gaston Rioust de Largentaye    | Conservateur            | 34 487       | 33,10  |       |
|                |                        |                |         |        |                                |                         |              |        |       |
|                | Anciens combattants    | 3 002          | 2,88    | 0      |                                | Frédéric Courtel        | SFIO         | 4 136  | 3,97  |
|                | Anciens combattants    | 3 002          | 2,88    | 0      | Paul Vaillant                  | SFIO                    | 3 716        | 3,57   |       |
|                | Anciens combattants    | 3 002          | 2,88    | 0      | Francis Pichon                 | SFIO                    | 3 564        | 3,42   |       |
|                | Anciens combattants    | 3 002          | 2,88    | 0      | Jacques Bébin                  | SFIO                    | 3 068        | 2,94   |       |
|                |                        |                |         |        |                                |                         |              |        |       |
|                | Isolé                  | 571            | 0,55    | 0      |                                | Jules Clerguer          | Soc. ind     | 571    | 0,55  |
|                |                        |                |         |        |                                |                         |              |        |       |
| Inscrits       | Inscrits               | Inscrits       | 159 268 | 100,00 |                                |                         |              |        |       |
| Abstentions    | Abstentions            | Abstentions    | 49 005  | 30,77  |                                |                         |              |        |       |
| Votants        | Votants                | Votants        | 110 263 | 69,23  |                                |                         |              |        |       |
| Blancs et nuls | Blancs et nuls         | Blancs et nuls | 6 065   | 5,50   |                                |                         |              |        |       |
| Exprimés       | Exprimés               | Exprimés       | 104 198 | 94,50  |                                |                         |              |        |       |

## Députés élus
| Députés | Députés                  | Parti                        | Fonctions lors de l'élection en 1919                                                                  |
| ------- | ------------------------ | ---------------------------- | --- |
|         | Gustave de Kerguezec *   | Socialiste ind.              | Conseiller général de Tréguier et maire de Plougrescant. Propriétaire et Publiciste.                  |
|         | Pierre Even *            | Socialiste ind.              | Conseiller général de Plouaret, maire du Vieux-Marché. Médecin.                                       |
|         | Charles Baudet *         | Radical-socialiste           | Président du Conseil général et maire de Caulnes. Médecin.                                            |
|         | Paul Le Troadec *        | Radical ind.                 | Conseiller général et maire de Lézardrieux. Agriculteur.                                              |
|         | Henri Servain            | Rép. de gauche               | Conseiller général et maire de Saint-Brieuc-Nord. Propriétaire.                                       |
|         | Louis de Chappedelaine * | Rép. de gauche (ex ALP)      | Conseiller général de Jugon-les-Lacs. Avocat.                                                         |
|         | Henri Avril              | Réorg. nat. (Rép. de gauche) | Professeur à l'École normale primaire.                                                                |
|         | Yves Le Trocquer         | Rép. de gauche               | Directeur de cabinet du sous-secrétaire d'État des travaux publics. Ingénieur des Ponts et Chaussées. |
|         | Eugène Mando*            | Rép. de gauche               | Ancien conseiller général de Plouguenast.                                                             |